# Єсіль
Єсі́ль (каз. Есіл) — місто, центр Єсільського району Акмолинської області Казахстану. Адміністративний центр та єдиний населений пункт Єсільської міської адміністрації.

## Географія
Місто розташоване на правому березі річки Ішиму (притока Іртиша), за 297 км на південний захід від Кокшетау.

## Населення
Населення — 11484 особи (2021; 11551 у 2009, 13096 у 1999, 17014 у 1989).

## Господарство
Залізничний вузол. Через місто проходять автошляхи європейського значення Челябінськ—Жезказган—Кизилорда—Ташкент—Нижній Пяндж (E123) і Єсіль — Нур-Султан(E016). Виробництво будматеріалів, швейна фабрика, молокозавод. Переробка сільськогосподарської продукції.

## Історія
Місто засноване 1939 року, статус міста з 1963 року.